# Justina Semnic
Justina Jurčak, udano Semnic (Subotica, 23. srpnja 1936.) je vojvođanska bivša rukometašica vratarka. Igrala je mali i veliki rukomet. U velikom rukometu igrala je u obrani, a u malom na mjestu lijeve vanjske igračice.

## Igračka karijera
Rođena u obitelji Hrvata, kći Marka i Rozalije r. Kopilović, sestra poznatih rukometašica Jelisavete i Jovanke. 
Srednju školu završila u Subotici. Radila u Zavodu za socijalno osiguranje u Subotici do odlaska u mirovinu 1991. godine.
Kao i sestra Jovanka, u mladosti se bavila gimnastikom, s kojom je poslije zajedno počela trenirati rukomet 1953. godine u Spartaku iz Subotice.
Igrala je veliki rukomet od 1953., a uskoro potom i mali rukomet. Igrala je u Spartaku iz Subotice u zlatnoj eri subotičkog ženskog rukometa, kad je Spartak osvajao državna prvenstva, druga i treća mjesta. Rukometom se bavila do 1959. godine. Uglavnom je igrala za drugu postavu, jer joj je konkurenciju za mjesto prve vratarke činila reprezentativka Anka Sekulić Evetović. Po završetku karijere zaposlila se na mjestu profesorice matematike u Srednoj ekonomskoj školi u Subotici gdje je radila do umirovljenja.

## Uspjesi u klubu
U velikom rukometu prvakinja na saveznom turniru 1954., 1956. i doprvakinja 1955.
U malom rukometu prvakinja savezne lige 1956./57., doprvakinja saveznog turnira 1955. godine. Doprvakinja savezne lige 1955./56., 1957./58. te treća 1958./59. godine. Jugoslavenski kup nikad nije osvojila, a finala je igrala 1956. i 1957. godine.

## Reprezentativna karijera
Za jugoslavensku reprezentaciju nastupila je na turneji po Čehoslovačkoj, no te prijateljske utakmice nisu ušle u almanahe kao službene utakmice A-reprezentacije. 